# Rupperath
Rupperath ist ein Stadtteil von Bad Münstereifel im Kreis Euskirchen, Nordrhein-Westfalen.

## Lage
Der Ort liegt südöstlich von Bad Münstereifel. Durch den Ort verläuft die Kreisstraße 56. Direkt südlich des Dorfes verläuft die Grenze zum benachbarten Land Rheinland-Pfalz.

## Geschichte
Der Ort wurde erstmals im Jahre 1054 urkundlich erwähnt. 1173 war der Ort als Roperath bekannt, im Liber valoris wurde er unter dem Namen Rubolderoide geführt. Im Mittelalter stellte Rupperath eine Rodungsinsel dar, die zur Johanniterkommende Adenau gehörte. Die Kommende besaß in und um Rupperath fünfzehn Höfe. Zwischen 1816 und 1969 bildete Rupperath zusammen mit Hünkhoven eine eigene Gemeinde. Am 1. Juli 1969 wurde Rupperath nach Bad Münstereifel eingemeindet.
Die Kirche St. Petrus wird bereits 1173 erwähnt. Sie zählte zu den Sendkirchen des Ahrgauer Dekanates und wird ebenfalls im Liber valoris genannt. Das Patronatsrecht lag ab 1290 bei der Johanniterkommende. Der Vorgängerbau der heutigen Kirche wurde 1787 auf dem heutigen Friedhofsgelände errichtet, galt als „einfacher Saalbau“ und besaß einen Ostturm. Er wurde 1908/09 abgetragen. Die heutige Pfarrkirche mit einem viergeschossigen Westturm wurde von 1904 bis 1905 in neuromanischem Stil auf dem Gelände des früheren Pfarrhofes erbaut.
Nach der Flutkatastrophe am 14. Juli 2021 wurden in der Alten Schule von Rupperath spontan von Dorfbewohnern ein Übernachtungslager und eine Verpflegungsstelle für die Betroffenen aus den benachbarten Dörfern des Ahrtals organisiert. Am 2. August 2021 errichtete eine Helfergruppe der Dachzeltnomaden, einer deutschlandweiten Gemeinschaft von
Campern um Thilo Vogel und Dennis Brandt, in der Alten Schule ein Basiscamp, um den Menschen in den Flutgebieten an der Ahr (Rheinland-Pfalz), Erft, Inde, Rur und Olef (Nordrhein-Westfalen) sowie deren Nebenbächen zu helfen. Als Schlafcamp diente bis Ende Dezember eine Wiese am Ortsrand. Zwischen Januar und April 2022 errichteten die Dachzeltnomaden unweit von Rupperath am Waldrand auf einem ehemaligen Sportplatz ein autonomes Camp und konnten so ihre bisherigen Standorte Alte Schule und Schlafcamp zusammenlegen.

## Infrastruktur und Verkehr
Die Grundschulkinder werden zur katholischen Grundschule St. Helena nach Mutscheid gebracht.
Rupperath ist als altes Handwebdorf bekannt. Im Ort gibt es ein Handwebmuseum.
In Rupperath gibt es auch einen Bläserchor, der in den letzten Jahren an überregionaler Bekanntheit gewonnen hat.
Die VRS-Buslinie 819 der RVK verbindet den Ort mit Bad Münstereifel und weiteren Nachbarorten, überwiegend als TaxiBusPlus im Bedarfsverkehr. Zusätzlich verkehren an Schultagen einzelne Fahrten der Linie 822.
| Linie | Verlauf |
| ----- | --- |
| 819   | MiKE (außer im Schülerverkehr): Bad Münstereifel Bf – Bad Münstereifel Eifelbad – Eicherscheid – Schönau – Mahlberg – Reckerscheid – Willerscheid – Soller – Hummerzheim – Odesheim – Hünkhoven – Rupperath |
| 822   | MiKE (außer im Schülerverkehr): (Bad Münstereifel Gewerbegeb./Ärzteh. →/ Rathaus ←) Bad Münstereifel Bf – Eifelbad – Eicherscheid – Langscheid / Vollmert – Schönau – (Mahlberg ←) Wasserscheide – Esch – Honerath – Berresheim – Hardtbrücke – Ellesheim – Mutscheid – Nitterscheid – Sasserath – Hilterscheid – Ohlerath (– Rupperath / Wershofen) |